# Шамитофф, Грегори Эррол
Грегори Эррол Шамитофф (Шэметофф) (англ. Gregory Errol Chamitoff; род. 6 августа 1962, Монреаль) — американский астронавт, доктор наук.

## Образование и научная карьера
Грегори Шамитофф родился в Монреале, в еврейской семье, происходящей из России. Его мать Шари Шамитофф (Shari Chamitoff) и брат Кен Шамитофф живут в Южной Каролине.
Грегори Шамитофф окончил высшую школу в Сан-Хосе (Калифорния) (Blackford High School) в 1980 году. Степень бакалавра по электротехники (1985 год) Шамитофф получил в Калифорнийском политехническом университете. Степень магистра (1991 год) в области аэронавтики он получил в Калифорнийском технологическом институте.
В 1992 году Грегори Шамитофф защитил докторскую диссертацию в области аэронавтики в Массачусетском технологическом институте.

## Карьера астронавта
В 1995 году Грегори Шамитофф начал работать в Космическом центре имени Джонсона. Он разрабатывал программное обеспечение для систем контроля параметров орбиты космических кораблей.
Грегори Шамитофф был отобран в группу подготовки астронавтов в июле 1998 года. С августа 1998 года Шамитофф проходил двухлетнюю космическую подготовку в качестве специалиста полёта. В 2000 году он начал работу в группе поддержки Международной космической станции. Шамитофф был кэпкомом для девятой экспедиции МКС и был команде поддержки шестого экипажа.
С 15 по 21 июля 2002 года Шамитофф участвовал в третьей миссии НАСА по операциям в экстремальной окружающей среде, которая проходила в подводной лаборатории.
В 2007 году Шамитофф был дублёром бортинженера пятнадцатой и шестнадцатой экспедиций МКС Клея Андерсона.
Свой первый космический полёт Грегори Шамитофф совершил в 2008 году. В качестве бортинженера Шамитрфф был в составе долговременных экспедиций МКС-17 и МКС-18. Шамитофф прибыл на станцию на шаттле «Дискавери» STS-124, а на землю вернулся на шаттле «Индевор» STS-126. Во время пребывания на МКС, Шамитофф вместе с Ричардом Гэрриотом, который был на МКС как турист, устроили показ цирковых фокусов в космосе. Совместно с членами экипажа МКС Юрием Лончакрвым и Майклом Финком и Ричардом Гэрриотом, Шамитофф принимал участие в съёмках первого научно-фантастического фильма «Apogee of Fear».
В августе 2009 года Грегори Шамитофф был назначен специалистом полёта шаттла «Индевор» STS-134. Полёт «Индевора» STS-134 состоялся с 16 мая по 1 июня 2011 года.
В общей сложности, за два космических полёта Грегори Шамитофф провёл в космосе 198 суток 17 часов 51 минуту (4769 часов 51 минуту).
Во время космических полётов, Грегори Шамитофф совершил два выхода в открытый космос, общей продолжительностью 13 часов 43 минуты.

## Награды
- Медаль «За заслуги в освоении космоса» (12 апреля 2011 года) — за большой вклад в развитие международного сотрудничества в области пилотируемой космонавтики[1]

## Личная жизнь
Женат на Chantal Caviness, MD, Ph.D. У них двое детей, Наташа и Дмитрий. Его мать Шари Шамитофф и брат Кен Шамитофф живут в Южной Калифорнии. Его отцом был покойный Эшли Шамитофф. Увлечения: подводное плавание, альпинизм, полёты, катание на лыжах, айкидо, магия, гитара и шахматы. Является сертифицированным дайвмастером и пилотом. Радиолюбитель с позывным KD5PKZ.